# 西畴黄芩
西畴黄芩（学名：Scutellaria sichourensis）为唇形科黄芩属下的一个种。

## 扩展阅读
- 維基物種上的相關：西畴黄芩